# Tetraetilchumbo
Tetraetilchumbo ou chumbo tetraetila é um aditivo para gasolina cuja  fórmula é Pb(C2H5)4. Faz com que a octanagem da gasolina seja elevada, pois é resistente à pressão, porém é tóxico e libera partículas de chumbo (metal pesado) no ar. É citado na literatura com a abreviatura TEL, do inglês tetraethyl lead.
No Brasil e na União Europeia o chumbo tetraetila está proibido de ser adicionado à gasolina de veículos terrestres. Em seu lugar, usa-se no Brasil álcool anidro a um teor de 20–27%, que é estabelecido pelo Ministério da Agricultura.
Porém, este continua a ser utilizado na gasolina de aviação (Avgas). Com a tecnologia atual, somente é possível atingir um índice de octanagem maior que 100 com viabilidade econômica através da adição do chumbo tetraetila.
Ele é exemplo de um composto organo-metálico, no qual um ou mais grupos orgânicos estão ligados a um átomo de metal. Nesse caso, a molécula pode ser visualizada como quatro grupos etila ligados num átomo de chumbo central em arranjo tetraédrico.
A molécula de tetraetil-chumbo é útil não pelo átomo de chumbo, mas como fonte eficaz de grupos etila. As ligações carbono-chumbo são frágeis e os quatro grupos etila separam-se da ligação com o chumbo na câmara quente de um motor de combustão interna. Eles, então, promovem a queima suave do combustível hidrocarbônico por meio de reações em cadeia.
O chumbo envenena tanto pessoas quanto conversores catalíticos instalados em carros. Tais conversores estão lá para completar a queima do combustível, produzindo dióxido de carbono e água antes que ele escape para a atmosfera e seja convertido em poluentes pelo peróxido de hidrogênio.